# Kettes szánkó a 2014. évi téli olimpiai játékokon
A 2014. évi téli olimpiai játékokon a szánkó kettes versenyszámát február 12-én rendezték a Szanki bob- és szánkóközpontban, Krasznaja Poljanában. Az aranyérmet a német Tobias Wendl–Tobias Arlt-páros nyerte. A versenyszámban nem vett részt magyar páros.

## Eseménynaptár
Az időpontok moszkvai idő szerint (UTC+4), zárójelben magyar idő szerint (UTC+1) olvashatóak.
| Időpont                    | Futam    |
| -------------------------- | -------- |
| február 12., 18:15 (15:15) | 1. futam |
| február 12., 19:45 (16:45) | 2. futam |

## Eredmények
A verseny két futamból állt. A két futam időeredményének összessége határozta meg a végső sorrendet. Az időeredmények másodpercben értendők. A futamok legjobb időeredményei vastagbetűvel olvashatóak.
| Helyezés | R  | Csapat                                                           | 1. futam                 | 2. futam | Összesítés | Hátrány |
| -------- | -- | ---------------------------------------------------------------- | ------------------------ | -------- | ---------- | ------- |
| Arany    | 4  | Németország (GER) · Tobias Wendl · Tobias Arlt                   | 49,373                   | 49,560   | 1:38,933   | –       |
| Ezüst    | 2  | Ausztria (AUT) · Andreas Linger · Wolfgang Linger                | 49,685                   | 49,770   | 1:39,455   | +0,522  |
| Bronz    | 9  | Lettország (LAT) · Andris Šics · Juris Šics                      | 49,880                   | 49,910   | 1:39,790   | +0,857  |
| 4.       | 1  | Kanada (CAN) · Tristan Walker · Justin Snith                     | 49,857                   | 49,983   | 1:39,840   | +0,907  |
| 5.       | 12 | Oroszország (RUS) · Alekszandr Gyenyiszjev · Vlagyiszlav Antonov | 49,936                   | 50,013   | 1:39,949   | +1,016  |
| 6.       | 10 | Olaszország (ITA) · Christian Oberstolz · Patrick Gruber         | 49,976                   | 50,043   | 1:40,019   | +1,086  |
| 7.       | 7  | Olaszország (ITA) · Ludwig Rieder · Patrick Rastner              | 50,064                   | 49,975   | 1:40,039   | +1,106  |
| 8.       | 8  | Németország (GER) · Toni Eggert · Sascha Benecken                | 50,274                   | 49,944   | 1:40,218   | +1,285  |
| 9.       | 3  | Oroszország (RUS) · Vlagyiszlav Juzsakov · Vlagyimir Mahnutyin   | 50,068                   | 50,269   | 1:40,337   | +1,404  |
| 10.      | 18 | Lettország (LAT) · Oskars Gudramovičs · Pēteris Kalniņš          | 50,388                   | 50,074   | 1:40,462   | +1,529  |
| 11.      | 6  | Egyesült Államok (USA) · Christian Niccum · Jayson Terdiman      | 50,354                   | 50,591   | 1:40,945   | +2,012  |
| 12.      | 13 | Szlovákia (SVK) · Marián Zemaník · Jozef Petrulák                | 50,548                   | 50,409   | 1:40,957   | +2,024  |
| 13.      | 5  | Csehország (CZE) · Lukáš Brož · Antonín Brož                     | 50,665                   | 50,387   | 1:41,052   | +2,119  |
| 14.      | 16 | Egyesült Államok (USA) · Matthew Mortensen · Preston Griffall    | 50,637                   | 51,066   | 1:41,703   | +2,770  |
| 15.      | 14 | Lengyelország (POL) · Patryk Poreba · Karol Mikrut               | 51,010                   | 51,170   | 1:42,180   | +3,247  |
| 16.      | 15 | Szlovákia (SVK) · Marek Solčanský · Karol Stuchlák               | 50,904                   | 51,481   | 1:42,385   | +3,452  |
| 17.      | 19 | Ukrajna (UKR) · Olekszandr Oboloncsik · Roman Zaharkiv           | 51,795                   | 51,233   | 1:43,028   | +4,095  |
| 18.      | 17 | Dél-Korea (KOR) · Jinyong Park · Jung Myung Cho                  | 51,643                   | 51,475   | 1:43,118   | +4,185  |
| 19.      | 11 | Ausztria (AUT) · Peter Penz · Georg Fischler                     | 49,793                   | 54,252   | 1:44,045   | +5,112  |
|          |    | Románia (ROU) · Nicolae Șovǎialǎ · Alexandru Teodorescu          | A verseny előtt kizárták |          |            |         |